# Mas Martí (la Torre de Claramunt)
El Mas Martí és una obra de la Torre de Claramunt (Anoia) inclosa a l'Inventari del Patrimoni Arquitectònic de Catalunya.

## Descripció
És un mas de planta rectangular, de dos pisos, construït de pedra local, el sostre és de teules, a doble vessant; la porta principal, d'arc de mig punt adovellada. Les finestres, rectangulars. Consta d'altres dependències: pel vi, corrals, etc. Està a punt d'enderrocar-se totalment.

## Història
És del segle xviii, i a aquesta època sembla que pertanyen moltes de les masies que trobem en aquesta zona, reflectint així una època de major ocupació i cultiu d'aquestes terres.